# Трамвај
Трамвај је електрично возило које се, углавном, користи за градски превоз путника и које се креће по трамвајским шинама дуж јавних урбаних улица. Напајање погонског електромотора трамваја се врши преко електричног вода изнад шина и троле или, ретко, директно преко шина. Линије или мреже којима оперишу трамваји називају се трамвајски колосеци. Историјски се појам електричне уличне железнице такође користио у Сједињеним Државама. У САД, термин трамвај се понекад користио за бесколосечне возове, који нису повезани са другим врстама трамваја.
Трамвајска возила су обично лакша и краћа од оних на магистралним линијама и возова брзог транзита. Данас већина трамваја користи електричну енергију, обично се напаја пантографом који клизи по надземној линији; старији системи могу употребљавати трамвајски стожер или лучни конектор. У неким се случајевима користи струјопримач на трећој шини. Ако је потребно, трамваји могу имати двоструке енергетске системе - струју на градским улицама, а дизел у претежно сеоским срединама. Повремено се трамваји користе у теретном саобраћају.
Трамваји су сада обично уврштени у шири појам „лаке железнице”, који такође обухвата системе раздвојених нивоа. Неки трамваји, познати као трамвајски возови, могу имати сегменте који саобраћају на магистралним железничким пругама, слично као у међуградски системи. Разлике између ових видова железничког саобраћаја често су нејасне, а дати систем може да комбинује више функција.

## Етимологија и терминологија
Енглески термини tram и tramway су изведени из шкотске речи tram, која се односно односи на тип камиона (теретни вагон или теретна железничка кола) који се користи у рудницима угља и на шине којима су саобраћали. Реч tram вероватно је настала из средњофламанске речи trame („греда, дршка ручних колица, шипка, пречка”). Идентична реч la trame са значењем „попречна греда” такође се користи у француском језику. Етимолози верују да се реч tram односи на дрвене греде које су првобитно кориштене за прављење жељезнички колосека пре него што је жељезница прешла на гвоздене шине које су много отпорније на хабање, и касније на челичне шине. Реч Tram-car потиче из 1873. године.
Иако су појмови tram и tramway адаптирани у многим језицима, они се у енглеском језику не користе универзално; Северни Американци преферирају streetcar, trolley, или trolleycar. Израз streetcar први пут је забележен 1840. године, а првобитно се односио на коњски трамвај. Кад је дошло до електрификације, Американци су почели да причају о trolleycars или касније, trolleys. Распрострањено веровање држи да реч потиче од troller (која потиче од речи traveler и roller), уређаја са четири точка који су вучени дуж двоструких надземних жица, које су каблом повезане са врхом кола, путем кога је возило снабдевано електричном енергијом; ова портманто изведба је, међутим, највероватније народна етимологија. Trolley и варијанте те речи односе се на глагол troll, са значењем „колут” и вероватно је изведена из старофранцуског језика, и сродне употребе речи су добро утврђене за ручна колица и коњска кола, а имају и наутичке примене.

## Предности
Једна од предности трамваја над превозним средствима са мотором са унутрашњим сагоревањем је у томе што не производи штетна испарења, што је важно у густо насељеним градским подручјима. Друга предност је у томе што је рад трамвајског мотора тиши. Затим, у случају саобраћајног шпица, капацитет трамваја се може повећати додавањем још једног вагона. Следеће, у већини земаља саобраћајни прописи су постављени тако да се трамвајима омогући право првенства пролаза. Коначно, трамвај се креће по шинама, па је „труцкање“ мање него код возила са пнеуматицима.
Трамваји могу ићи по шинама уског или нормалног колосека, чији се прагови углавном налазе испод подлоге. Подлога може бити бетонска, асфалтна, од тврде гуме или затрављена.
У последње време постоји тенденција увођења нископодних трамваја, како би се олакшао приступ старим и инвалидним особама.

## Недостаци
Главни недостаци трамваја леже у великим трошковима постављања инфраструктуре (због чега се за трамваје ретко одлучују мали градови), као и у прилагођавању режима на саобраћајницама које ће трамваји користити.

## Историја
Трамвај је типичан производ модерног средства превоза у последњој деценији 19. века.
Најпре је трамвај био атракција и технички експерименат, после је постао саставни део градског живота, нарочито у Европи. Први трамваји су били произведени у 19. веку и били су вучени коњима. Њихова конструкција је личила на железничке вагоне који су били нешто лакши и такови да су могли да буду на коњској запрези и такви су могли да манипулишу по уским градским улицама. Трамваји који су били на коњску запрегу убрзо су замењени са другим погонским снагама и тако су најпре уведени трамваји на парни погон а затим и на електрични погон. Покушавано је и још се и данас покушава да се не напаја електричним водом помоћу трола и то са доводом постраница као и доњим доводом електричне енергије преко шина који би заменио троле.
У Србији је први трамвај, са коњском вучом, од 1892. године превозио путнике по Београду. Касније су Суботица, Ниш и Нови Сад такође користили трамваје, али Београд је остао једини град у Србији у којем се они и данас употребљавају.

## Трамвајски саобраћај у Србији
- Београд (1892–данас)
- Нови Сад (1911–1958)
- Ниш (1930–1958)
- Суботица (1897–1974)

## Планирани трамвајски саобраћај у Краљевини Србији
- Крагујевац (обустављено због почетка рата)

## Галерија
- Санкт-Петербург, Русија
- Рига, Летонија
- Берлин, Немачка
- Клуж, Румунија
- Еупаторија, Крим
- Брно, Чешка Република
- Софија, Бугарска
- Братислава, Словачка
- Београд, Србија